# Freden i Teusina

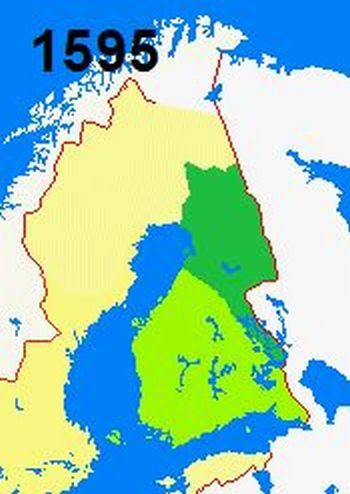
Gränsändringar i Finland 1595.

Freden i Teusina slöts den 18 maj 1595 mellan Sverige under kung Sigismund och Ryssland under tsar Fjodor efter nordiska tjugofemårskriget.

## Bakgrund
Teusina (finska: Täyssinä, ryska: Тявзино, Tjavzino) var en by i Ingermanland, nära staden Ivangorod. Byn intogs på 1590-talet av svenska trupper, återlämnades till Ryssland 1595 men intogs åter 1611.
Efter kung Johan III:s krig mot Ryssland, och att Johan III 1592 efterträtts av kung Sigismund, slöts i Teusina den 20 januari 1593 ett tvåårigt stilleståndsfördrag mellan Sverige och Ryssland. Det följdes av ett slutligt fredsfördrag i samma by den 18 maj 1595.
En intressant detalj är att detta dokument aldrig ratificerades av någondera monark. Kung Sigismund befann sig i Polen och vägrade att befatta sig med svenska affärer. Tsar Fjodor dog 1597 utan att ha skrivit under och hans efterträdare, tsar Boris Godunov, skyllde på att Sigismund inte signerat dokumentet. Båda staterna genomförde dock sina skyldigheter och avtalet godkändes officiellt i Viborgska kontraktet den 28 februari 1609 och därefter i freden i Stolbova 17 februari 1617.

## Villkor
- Ryssland avstår alla anspråk på Estland och rätten att uppbära skatt av samerna "från Österbotten allt intill Varangerfjord". Detta innebar i praktiken att man erkände en (inte närmare utstakad) svensk nordöstgräns som gick från en punkt strax väster om Ladoga upp till Norra ishavet, nära de nuvarande finska och norska östgränserna.
- Sverige återlämnar Kexholms slott och Kexholms län samt andra erövringar på ryskt område. Kexholms län återlämnades 1597.
- Nordkalotten delades i två delar, en rysk del där invånarna blev ortodoxa och en skandinavisk-finsk del där invånarna blev protestanter.

## Dokumentet
Fördraget undertecknades av
- för Ryssland (tsar Fjodor Ivanovitj): furst Ivan Samsonovitj Turenin-Obolenskij och Ostafi Michailovitj Pusjkin
- för Sverige (kung Sigismund): riksrådet Sten Banér, Krister Klasson Horn till Åminne, Göran Boije och Arvid Eriksson (Stålarm) den yngre samt kung Sigismunds sekreterare Niklas Rask till Melstad och Hans Krank